# Josef Wund Stiftung
Die Josef Wund Stiftung wurde 2015 von dem Architekten und Unternehmer Josef Wund mit dem Ziel gegründet, auf diesem Weg seine Unternehmensnachfolge zu regeln und die Allgemeinheit an seinem wirtschaftlichen Erfolg teilhaben zu lassen. Sie fördert Projekte aus den Bereichen Bildung, Gesundheit und Kreativität und setzt eigene Projekte zum Leitthema Wasser um.

## Organisation
Die Stiftung wird seit 2016 vom Geschäftsführer Christoph Palm, Oberbürgermeister a. D. der Stadt Fellbach, geleitet. Sie wird in der Rechtsform der gemeinnützigen GmbH mit Sitz in Stuttgart geführt.

## Projekte

### Undine Award
Mit dem Undine Award zeichnet die Josef Wund Stiftung seit 2022 unter dem Motto „Wasser für den Menschen“ jährlich innovative Projekte und Initiativen aus, die sich mit dem Thema Wasser beschäftigen. Bewertungskriterien sind Innovation, Zukunftsorientierung, gesellschaftlicher Impact, Nachhaltigkeit, konkrete Verbesserung einer problematischen Situation, die Übertragbarkeit des Konzepts und Aktualität. Nominiert werden können Unternehmen, Projekte und Institutionen, die von nationalen und internationalen Experten aus dem Themenfeld Wasser vorgeschlagen werden. „Wasser für den Menschen“ bildet dabei den inhaltlichen Schwerpunkt.
Dotiert ist der Award mit insgesamt 50.000 Euro. Das Preisgeld wird von der Jury zwischen den drei Kategorien „Lebensquelle“, „Lebensraum“ und „Lebensfreude“ aufgeteilt. Dabei erhält jede Kategorie mindestens 10.000 Euro.

### Wundine Schwimmakademie
Mit dem Bildungs-Projekt „Wundine Schwimmakademie“ leistet die Stiftung seit 2021 einen Baustein zum Schwimmenlernen für Kinder im Kita- und Grundschulalter. In Partnerschaft mit der Deutschen Kinder Sport Akademie, den Schwimmverbänden in Baden-Württemberg, Schulen und Kommunen werden Kinder beim Schwimmenlernen mithilfe von Tandem-Teaching im Schwimmunterricht unterstützt. Seit Oktober 2022 stellt die Stiftung Schulen einen Schwimmcontainer zur Verfügung, in dem Kinder, die sonst keine Gelegenheit dazu finden, Schwimmen lernen können. Im Mai 2024 wurde das zweite Schwimmbad auf Rädern mit dem Namen „Wundine on Wheels“ entwickelt. In Planung sind zwei weitere.

### Talent im Land
Das Schüler-Stipendienprogramm „Talent im Land“ der Josef Wund Stiftung in Kooperation mit der Baden-Württemberg-Stiftung unterstützt seit 2003 begabte Schülerinnen und Schüler aus Baden-Württemberg, die aufgrund ihrer sozialen Herkunft Hürden zu überwinden haben auf ihrem Weg zum Abitur oder zur Fachhochschulreife.

### Wund Wunsch Aktion
Darüber hinaus führt die Josef Wund Stiftung seit 2019 die „Wund Wunsch Aktion“ durch und fördert Projekte Dritter, die im Zusammenhang mit dem Leitthema Wasser oder den drei Förderlinien stehen.